# Felix Savary
Felix Savary (* 4. Oktober 1797 in Paris; † 15. Juli 1841 in Estargel, Perpignan) war ein französischer Astronom.
Savary studierte bis 1815 an der École polytechnique in Paris. Dann wirkte er als Lehrer an dieser Schule und wurde dort 1831 Professor für Astronomie und Geodäsie.  Er war auch Astronom der Pariser Sternwarte und arbeitete von 1823 bis 1829 als Bibliothekar beim Bureau des Longitudes. Seine Hauptbeschäftigung galt der Bahnbestimmung von Doppelsternen. Diese berechnete er unter der Voraussetzung der Gültigkeit des Newtonschen Gravitationsgesetzes. Dazu schrieb er die Abhandlung Sur la détermination des orbites que décrivent autour de leur centre de gravité deux étoiles très rapprochées l’une de l’autre (Paris 1827). Ferner befasste er sich mit Elektromagnetismus und Elektrodynamik, wobei er hier bisweilen mit André-Marie Ampère zusammenarbeitete. Er war  seit Ende 1832 Mitglied der Académie des sciences.